# Ares (DC Comics)
Ares' é um personagem fictício, um super-vilão que aparece nas revistas em quadrinhos americanas publicadas pela DC Comics. Baseado na figura mitológica grega de mesmo nome, ele é o deus grego da guerra e um grande adversário da super-heróina Mulher-Maravilha. Tem como poderes,fator de cura, força maior do que a liga, criação de armas, pirocinese, resistência maior do que a de superman,aumentar seus atributos,Telecinese elevada, capaz de controlar aqueles que sentem raiva, criar armas ou armaduras com um metal quase impossível de quebrar
O personagem é interpretado pelo ator David Thewlis no filme Mulher Maravilha, de 2017.

## Publicação
Sua primeira aparição foi em Mulher Maravilha #1, volume 1, publicada no verão de 1942, escrita pelo criador da Mulher Maravilha, William Moulton Marston. Na próxima edição, ele reapareceu sob seu nome romano, Marte. Ele manteria esse nome até fevereiro de 1987, quando o escritor e desenhita de quadrinhos George Pérez restaurou o nome grego Ares como parte de seu reboot da mitologia da Mulher Maravilha. Como a continuidade narrativa dos quadrinhos da Mulher Maravilha foi ajustada por diferentes escritores ao longo dos anos, várias versões de Ares, com várias personalidades e aparências físicas, foram apresentadas, embora a maioria tenha sido retratada usando hoplita grega ou armadura de gladiador romano. O visual de maior duração do personagem, desenhado por George Pérez, é a de um guerreiro grego de olhos vermelhos vestido com armadura de batalha negra e índiga, rosto escondido por um capacete ático. Depois que a continuidade da DC foi reiniciada outra vez em 2011 (um evento conhecido como os Novos 52, o personagem pedalou através de diversas interpretações visuais divergentes antes de retornar ao seu design inspirado em guerreiro de Pérez.